# フーヴァー研究所
フーヴァー研究所（Hoover Institution）は、アメリカ合衆国の保守系公共政策シンクタンク。スタンフォード大学附属。創設者はハーバート・フーヴァー。
正式名称は、フーヴァー戦争・革命・平和研究所（Hoover Institution on War, Revolution and Peace）。

## 概要
1919年に後の大統領でスタンフォード大学卒業生のハーバート・フーヴァーが大学内部に創設した、公共政策シンクタンクである。
単にフーヴァー研究所ともいう。同研究所は公式にスタンフォード大学のユニットであり同大学敷地内にあるが、研究の公共性・中立性を保つために同大学とは別の独立した監査を受けており、同大学に付属する研究・教育機関としての影響を受けない。設立以来より2020年代の現代にいたるまで米国歴代政権御用達のシンクタンクとして大きな影響力を持つ。
研究所の図書館では、フーヴァー大統領自身や第一次世界大戦、第二次世界大戦に関する大量の文書を保管している。（英語版も参照）
フーヴァー研究所は保守とリバタリアニズムに大きな影響を及ぼしている。研究所では長らく政治経験のある経験豊かな保守主義者にとっての学術の場となってきた。多くのフーヴァー研究所研究員は、ブッシュ政権などの共和党政権に参画していた。高官となったエドウィン・ミーズ、コンドリーザ・ライス、ジョージ・シュルツ、トーマス・ソウェル、シェルビ・スティール、エイミー・ゼガートは、全てフーヴァー研究所の研究員である。アメリカ中央軍司令官を経験した米陸軍のジョン・アビゼイドは、最近研究所で初めてアネンバーグ高等客員研究員に任命された。

## 使命
研究所の使命に代議政体、私企業、平和、個人の自由、アメリカの制度の保護を主義として掲げている。フーヴァー研究所に関するスタンフォード大学理事会に対するハーバート・フーヴァーの声明は、その思想を示し、活動を定義づけ続けている。

この研究所は合衆国憲法、権利法、代議政体の手法を支持する。社会と経済の双方の制度は、進取の気象と工夫をばねにする私企業の上に成り立っている。（中略）この国の制度は、地方政府や国民が自身の為に政治的、社会的、経済的活動を行えない場合を除いて連邦政府はその活動を行うべきではないという制度である。（中略）研究所の使命は、その記録から戦争を行うことに対する経験選択権を思い起こし、この記録や出版物の研究により平和を構築し維持する人類の努力を思い起こし、アメリカの生活の保護をアメリカのために続けることにある。当研究所は単なる記録保管所ではなく、そうであってはならない。しかし、この目的と目標と共に研究所自体が平和、個人の自由、アメリカの制度の保護に対する道を絶えず精力的に示さなければならない。

フーヴァー研究所のウェブサイトによると、「知識を集積し、思想を生起し、この両方を広めることにより研究所は平和を守り保護し人類の状態を改善し個人の生活に政府の介入を制限することを求めている」。

### 気候変動懐疑論
フーヴァー研究所は、現在の気候変動が人為的であることを認めているものの、対策を即座に行うことには反対している。上級研究員の中には気候変動を軽視する者もいる。

## 歴史

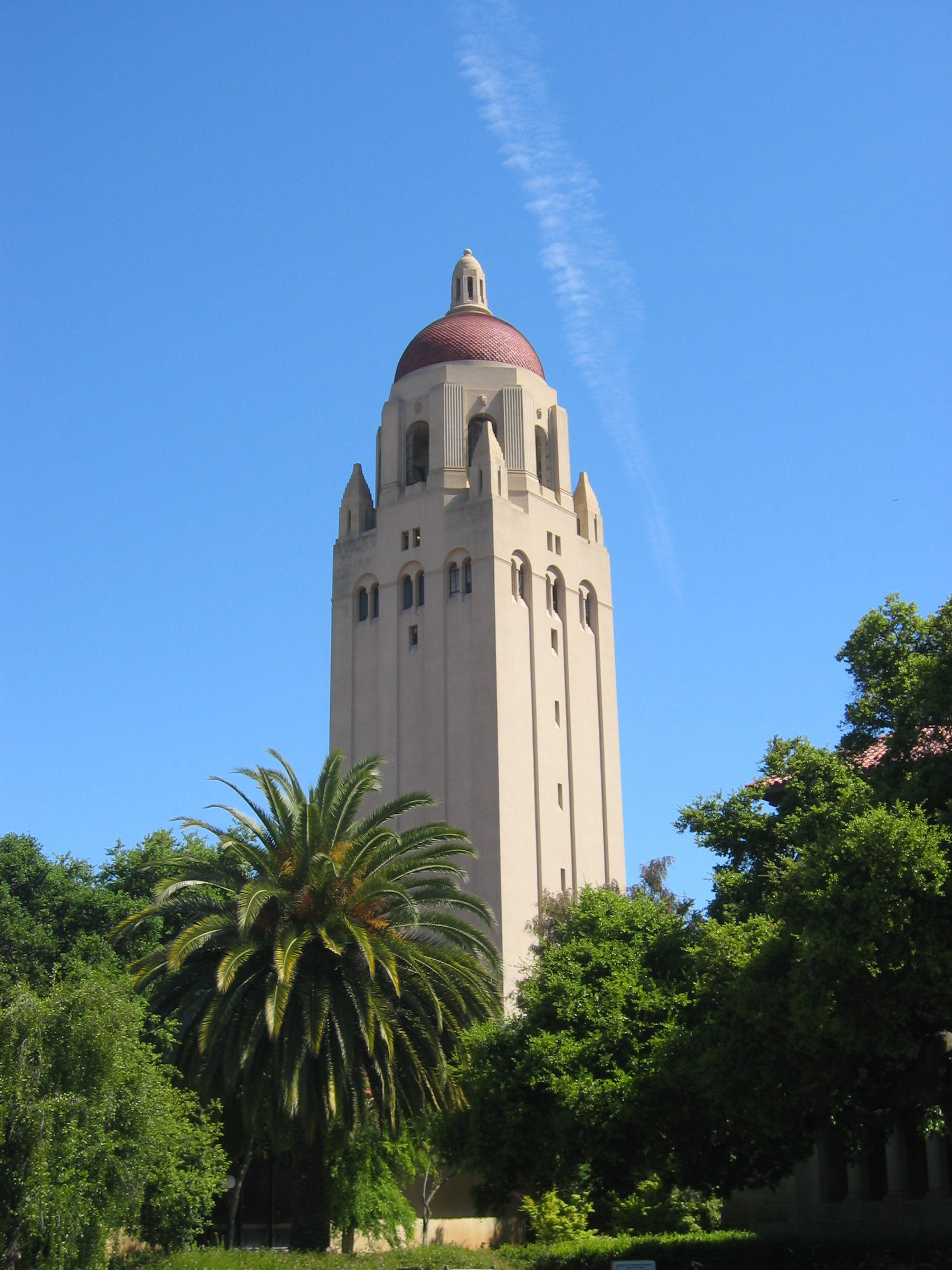
スタンフォード大学フーヴァー塔

フーヴァー研究所は後に第31代アメリカ合衆国大統領になる、スタンフォード大学初代卒業生の一人ハーバート・フーヴァーが設立した。第一次世界大戦後にアメリカによる欧州救済に尽力した。フーヴァーの明確な目的は、現に起きている現代史の記録を収集することにあった。フーヴァーの協力者は、たびたび文書や希少な印刷物、特にナチスや共産主義者の支配する国のものを守るために命の危険に晒された。ローザ・ルクセンブルクやヨーゼフ・ゲッベルスの日記、パリのロシア秘密警察の記録を入手するのに成功した。必然的に有力者、フーヴァー、主催する大学の間で争いが起きたが、研究機関もフーヴァーの影響力によって設立された。
1919年、フーヴァーは第一次世界大戦に関連する第一級の収集資料を守るため、スタンフォード大学に5万ドルを寄付した。1922年、コレクションはフーヴァー戦争ライブラリーとして知られることとなり、一般の書架と分けられてスタンフォード図書館に保管された。1926年までにフーヴァー戦争ライブラリーは大戦を専門とした世界最大のライブラリーとして知られた。1929年までに140万点を数え、図書館は手狭になってしまった。フーヴァー戦争ライブラリーは図書館から独立した永続的な保管場所となるべく、1938年にフーヴァー塔建設計画を発表。塔はスタンフォード大学40周年に当たる1941年に完成した。
1946年までにフーヴァー戦争ライブラリーの活動は、研究活動を含むまでに拡大し、研究所ではフーヴァー戦争・革命・平和研究図書館と改名した。この時、ハーバート・フーヴァーはニューヨーク市に住んでいたが、寄付者・寄付募集者・顧問として研究図書館に関わり続けた。
1956年、フーヴァーは研究図書館の援助を受け、シンクタンクや文書保管所として当時の形式を研究所が実現できる基金募集の一大キャンペーンを開始した。1957年、研究図書館は現在まで続くフーヴァー戦争・革命・平和研究所と改名した。
1960年、W.グレン・キャンベルが代表に任命され、予算が増加することでまもなく、入手図書と関連する研究事業は増大し、特に中国とロシア関連の収集物において顕著となった。1960年代には学生運動が興隆したが、研究所はスタンフォード大学との密接な関係を深め続けた。1980年頃からはワシントンと結び付いた保守的なシンクタンクという傾向が強まった。研究所は現在もスタンフォード大学の「一部」であり続けている。

## 関係者
下記の一覧は、フーヴァー研究所の現職と嘗ての代表や著名な研究者の一覧である。なお、大学に付属する教育機関ではないため、教授、助教授等の役職は存在しない。

### 代表
- エプレイム・D・アダムス （1920年 – 1925年）
- ラルフ・H・ルツ （1925年 – 1944年）
- ハロルド・H・フィッシャー （1944年 – 1952年）
- C・イーストン・ロスウェル （1952年 – 1959年）[7]
- W・グレン・キャンベル （1960年 – 1989年）[8]
- ジョン・レイジアン （1989年 – 2015年）
- トマス・W・ギリガン（2015年 - 2020年）
- コンドリーザ・ライス（2020年 - ）

### 名誉研究員
- マーガレット・サッチャー：イギリスの元首相[9]

### 高等研究員
- ジョージ・シュルツ：アメリカ合衆国元国務長官[10]

### 上級研究員
出典
- フアド・アジャミ：政治学者、ジョンズ・ホプキンス大学中東学科主任教授
- リチャード・V.アレン：元国家安全保障問題担当大統領補佐官
- マーティン・アンダーソン：元リチャード・ニクソン政権補佐官でThe Federal Bulldozer著者
- ゲーリー・ベッカー：1992年ノーベル経済学賞受賞者
- マイケル・ボスキン：ジョージ・H・W・ブッシュ大統領経済諮問委員会議長
- ブルース・ブエノ・デ・メスキータ：政治学者、ニューヨーク大学教授
- ラリー・ダイアモンド：政治学者、スタンフォード大学教授
- ジェラルド・A・ドーフマン：スタンフォード大学政治学科教授
- ニーアル・ファーガソン：歴史学者、ハーヴァード大学教授
- モリス・P.フィオリナ：政治学者
- ミルトン・フリードマン：1976年ノーベル経済学賞受賞者
- 西山千明：経済学者、立教大学名誉教授、元モンペルラン・ソサイエティー会長
- ティモシー・ガートン・アッシュ：歴史学者、『ガーディアン』コラムニスト
- ヴィクター・デイヴィス・ハンソン：古典学者、軍事史学者、コラムニスト
- エリック・ハヌシェック：経済学者
- キャロライン・ホクスビー：経済学者
- ケン・ジョウィット：歴史学者
- ケネス・ジャド：経済学者
- シーモア・M・リプセット：政治社会学者
- ダグラス・ノース：1993年ノーベル経済学賞受賞者
- ウィリアム・J・ペリー：元アメリカ合衆国国防長官
- コンドリーザ・ライス：元アメリカ合衆国国務長官
- アブラハム・デイヴィッド・ソファー：学者、アメリカ合衆国国務長官法務補佐官
- トーマス・ソウェル：経済学者、作家、コラムニスト
- リチャード・フェリックス・スター：政治学者、歴史学者
- シェルビー・スティール：作家、コラムニスト
- ジョン・ブライアン・テイラー：元国際問題担当アメリカ合衆国財務副長官

### 一般研究員
出典
- アーノルド・バイヒマン：政治学者、作家
- ピーター・ベルコヴィッツ：政治学者
- ロバート・コンクエスト：歴史学者
- ディネッシュ・ドスーザ：作家
- メアリー・エバーシュタット：作家
- ティボア・R.メイチャン：哲学者
- アッバース・ミラニ：政治学者
- ヘンリー・I.ミラー：内科医
- ラッセル・ロバーツ：経済学者、作家
- コリ・シェイク：外交政策の専門家、作家
- ピーター・シュヴァイツァー：作家
- アンソニー・C.サットン：作家
- 片岡鉄哉：政治学者、元筑波大学教授・UPI通信社客員論説委員
- 西鋭夫：教育学者、日本大学国際関係学部教授・モラロジー研究所特任教授　「PRIDE and HISTORY」主宰

### 高等客員研究員
出典
- ジョン・アビザイド：アメリカ中央軍元司令官
- スペンサー・アブラハム：元アメリカ合衆国上院議員・アメリカ合衆国エネルギー長官
- エドウィン・ミース：元アメリカ合衆国司法長官
- ダイアン・ラヴィッチ：元アメリカ合衆国教育副長官
- ドナルド・ラムズフェルド：元アメリカ合衆国国防長官
- アレハンドロ・トレド：ペルー元大統領

### メディア研究員
出典
- トム・ベセル：記者
- サム・ディーリー：記者、『ワシントン・タイムズ』編集長
- クリストファー・ヒチンズ：記者[15]
- デロイ・マードック：記者[15][16]

## 出版物
フーヴァー研究所内の出版部フーヴァー研究所出版部では季刊誌のHoover Digest、Education Next、China Leadership Monitor、Defining Ideasなどの公共政策に関する論題を扱う多くの出版物を発行している。フーヴァー研究所では2001年にヘリテージ財団から引き継いだ隔月刊誌『ポリシー・レビュー』も発行している。
これに加えてフーヴァー研究所出版部ではフーヴァー研究所研究員や研究所と密接な関係のある学者による本やエッセイを刊行している。

## 機動的な活動
下記のフーヴァー研究所の機動的な活動は、フーヴァー研究所研究員や他の学術機構の学者の両方から成り立っている。研究所の機動的な活動は、公共政策の具体的な分野での共同研究を促進している。
- K-12教育
- 公安と法律
- 財産権、自由、繁栄
- 自由社会の長所
- 経済発展
- 連邦政府の税と予算政策
- 健康保険改革
- イデオロギーとテロ
- エネルギー政策
- 政府の手続き改革[18]

## 資金源
フーヴァー研究所では慈善財団法人などの財団法人から多くの資金提供を受けている。最近の資金提供者に次のものがある。
- アーチャー・ダニエルズ・ミッドランド財団
- ARCO財団
- ボーイング-マクドネル財団
- クライスラー基金
- ディーン・ウィッター財団
- エクソン教育財団[19]
- フォード・モーター基金
- ゼネラルモーターズ財団
- ジョン・モルガン慈善信託
- メリルリンチ財団
- プロクター・アンド・ギャンブル基金
- ロックウェル・インターナショナル信託
- トランスアメリカ

## 文献
- Paul, Gary Norman. "The Development of the Hoover Institution on War, Revolution, and Peace Library, 1919–1944". PhD dissertation U. of California, Berkeley. Dissertation Abstracts International 1974 35(3): 1682-1683-A, 274p.